# 8468 Rhondastroud
8468 Rhondastroud eller 1981 EA40 är en asteroid i huvudbältet som upptäcktes den 2 mars 1981 av den amerikanska astronomen Schelte J. Bus vid Siding Spring-observatoriet. Den är uppkallad efter Rhonda M. Stroud.
Asteroiden har en diameter på ungefär 7 kilometer.